# Heliotropium pterocarpum
Heliotropium pterocarpum är en strävbladig växtart som först beskrevs av Dc. och A. Dc., och fick sitt nu gällande namn av Ferdinand von Hochstetter, Amp; Steud. och Bge. Heliotropium pterocarpum ingår i Heliotropsläktet som ingår i familjen strävbladiga växter. Inga underarter finns listade i Catalogue of Life.